# Нгендандумве, Пьер
Пьер Нгендандумве (рунди и фр. Pierre Ngendandumwe; 1930 — 15 января 1965) — бурундийский политик, премьер-министр Бурунди с 18 июня 1963 по 6 апреля 1964 и с 7 января 1965 до своей гибели.

## Биография
Участвуя в движении за независимость страны от Бельгии, был членом пришедшей к власти партии «Союз за национальный прогресс» (UPRONA), представлявшей интересы как хуту, составлявших большинство населения страны, так и традиционно управлявших Бурунди тутси, к которым принадлежали королевская семья и большая часть политической элиты. При этом, будучи хуту, Нгендандумве не поддерживал т. н. «крыло Монровия», включавшее большую часть членов UPRONA из числа хуту и занимавшее радикально левые позиции в противовес «крылу Касабланка», где доминировали приверженные монархии тутси. В 1963 году был назначен на пост премьер-министра, но вскоре был вынужден оставить его в пользу тутси Альбина Ньямойи.
В 1965 году король Мвамбутса IV вновь назначил выступавшего против коммунистического влияния и развитии связей с КНР Нгендандумве главой правительства, но всего через восемь дней после назначения он был убит беженцем-тутси из соседней Руанды, где к тому времени хуту пришли к власти и ликвидировали монархию. Убийца, как полагают, работал в американском посольстве в Бурунди. Убийство Нгендандумве привело к эскалации конфликта между двумя основными этническими группировками страны и, в конечном счёте, к падению через год монархии.